# Sport en Moldavie
Cet article traite du sport en Moldavie.

## Disciplines

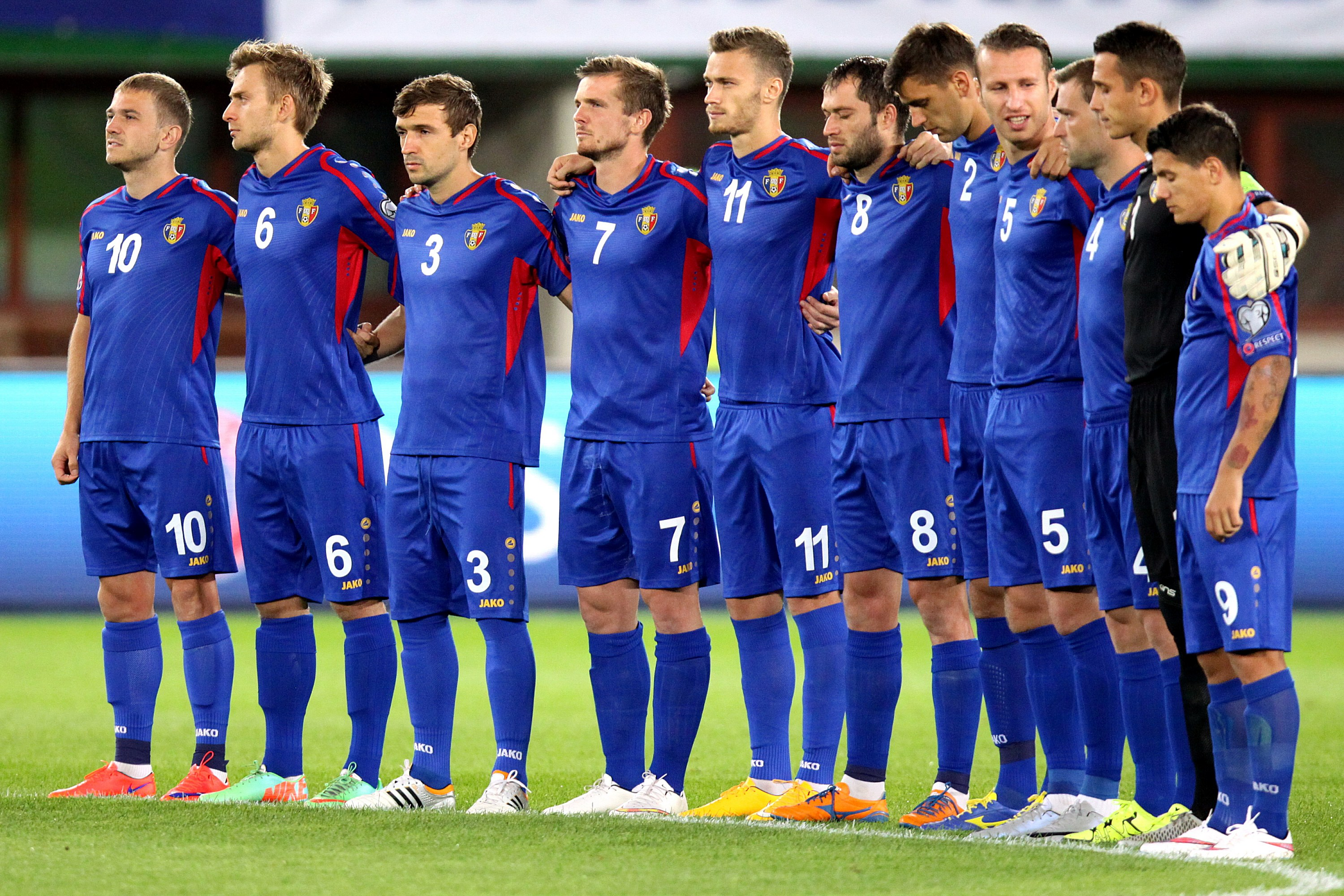
Équipe de Moldavie de football

### Football
Le football est le sport le plus populaire en Moldavie. La Moldavie est membre de la FIFA et de l'UEFA.
Il y a 10 420 licenciés en Moldavie[Quand ?]. Le championnat moldave était classé 34e en 2016 selon le classement UEFA. Le champion moldave est donc qualifié pour le deuxième tour de qualification de la ligue des champions. Trois autres équipes sont qualifiées pour le premier tour de qualification de la Ligue Europa.

### Basket-ball
L’équipe nationale de Moldavie participe à l'EuroBasket Division C dans lequel elle a obtenu de bons résultats avec deux médailles d'argent (2008 et 2012).

### Cyclisme
La course la plus populaire est la coupe du président de Moldavie créée en 2004.

### Rugby
Rugby à XIII comme rugby à XV sont pratiqués en Moldavie. Le pays ayant le statut de « nation émergente » dans les deux disciplines. Il faut toutefois noter que le développement du  rugby à XIII semble gelé, depuis la participation du pays au Championnat des nations émergentes, en 1995.

### Lutte
Trânta  (une forme de lutte) est le sport national moldave.

### Tennis
L'Équipe de Moldavie n'a jamais participé à une phase finale de Coupe Davis mais est rentrée dans l'histoire en 1995 grâce à son entraîneuse Tamara Semikina, la toute première femme à coacher une équipe de Coupe Davis.

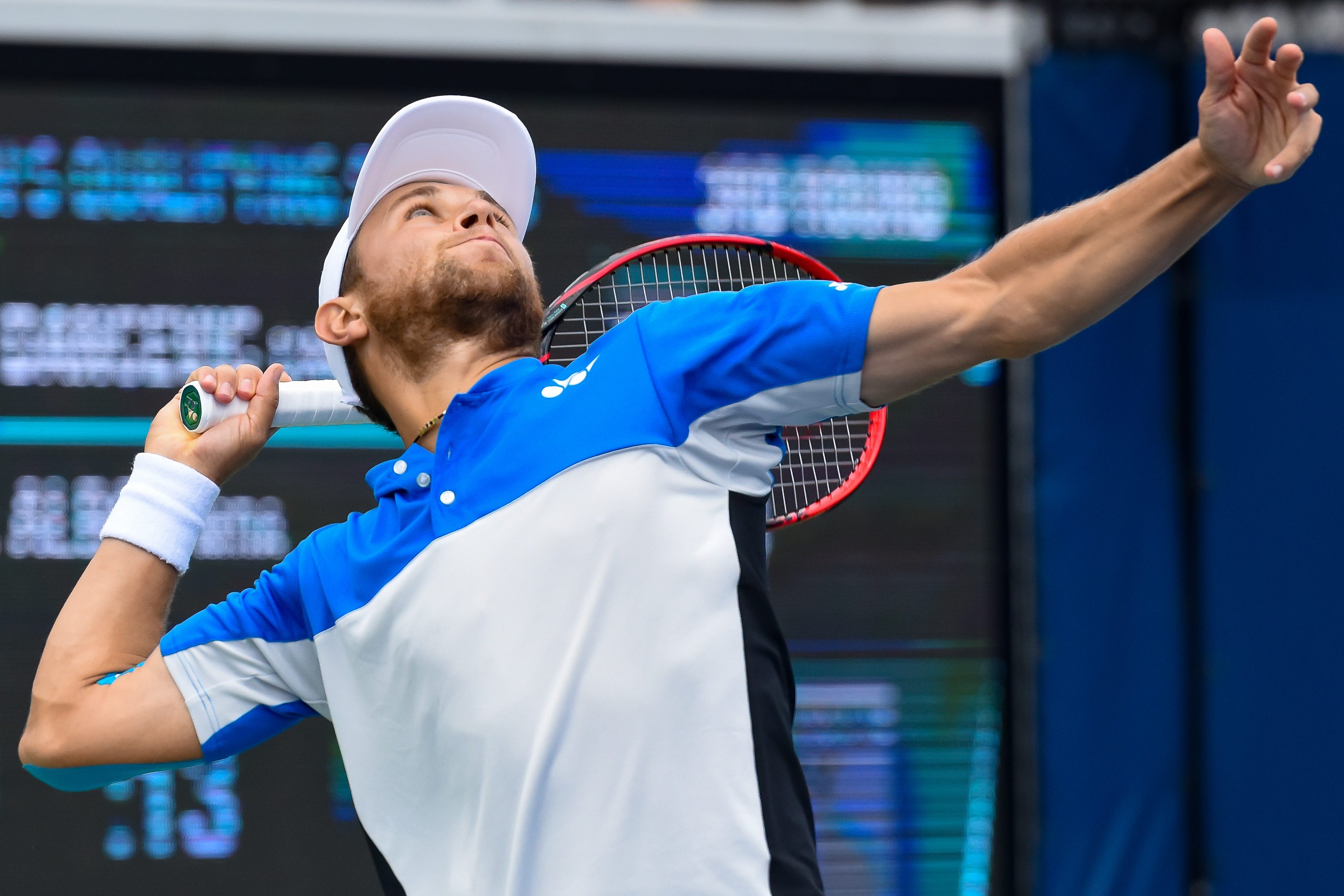
Radu Albot

Radu Albot est le joueur de tennis et un des sportifs moldaves le plus notable, grâce à ses performances remarquables :
- Titré dans un tournoi ATP en double (2015)
- 1/4 de finaliste de Roland-Garros en double (2015)
- 3e tour à l'US Open en simple (2017)
- 3e tour à Wimbledon en simple (2018)
- 3e tour à l'Open d'Australie en simple (2021)
- 1/2 finaliste à l'US Open en double (2018)
- Titré dans un tournoi ATP en simple (2019)
- 39e mondial en simple (2019)

### Sportif de l'année
Le Sportif moldave de l'année est désigné annuellement depuis 2005 par le Ministère Moldave de la Jeunesse et des Sports.

## Principaux succès internationaux

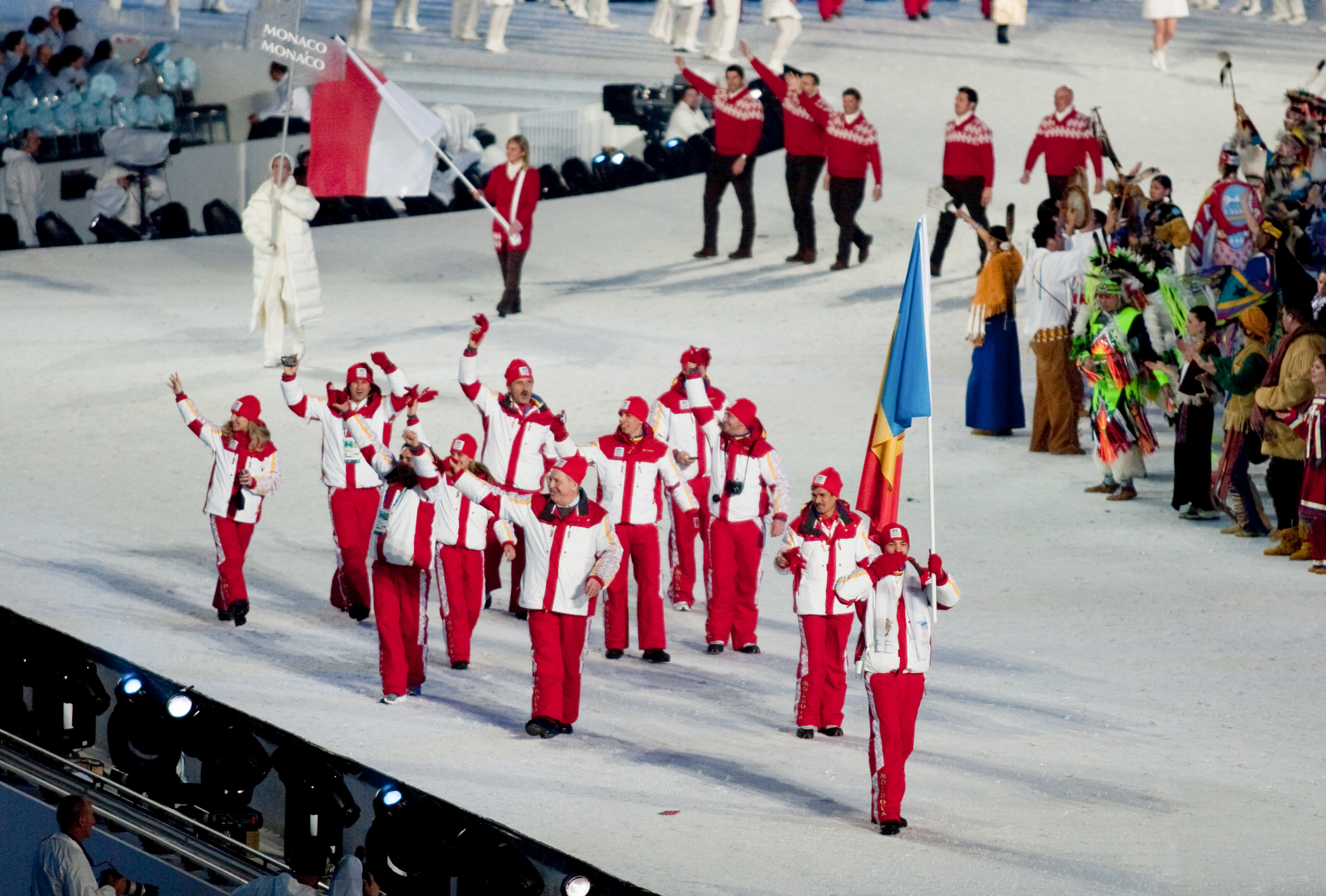
Moldavie aux Jeux olympiques d'hiver de 2010

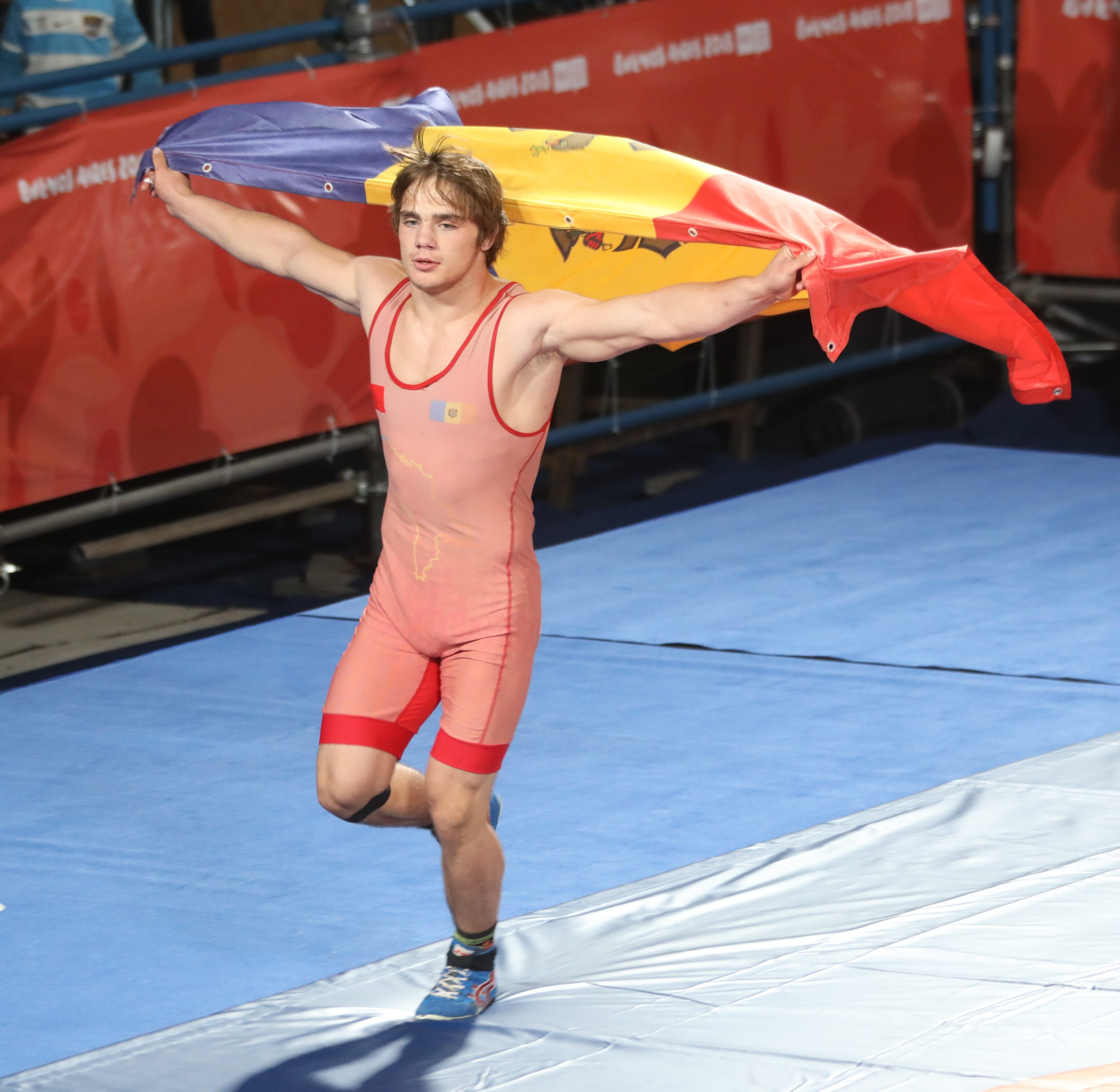
Alexandrin Guţu

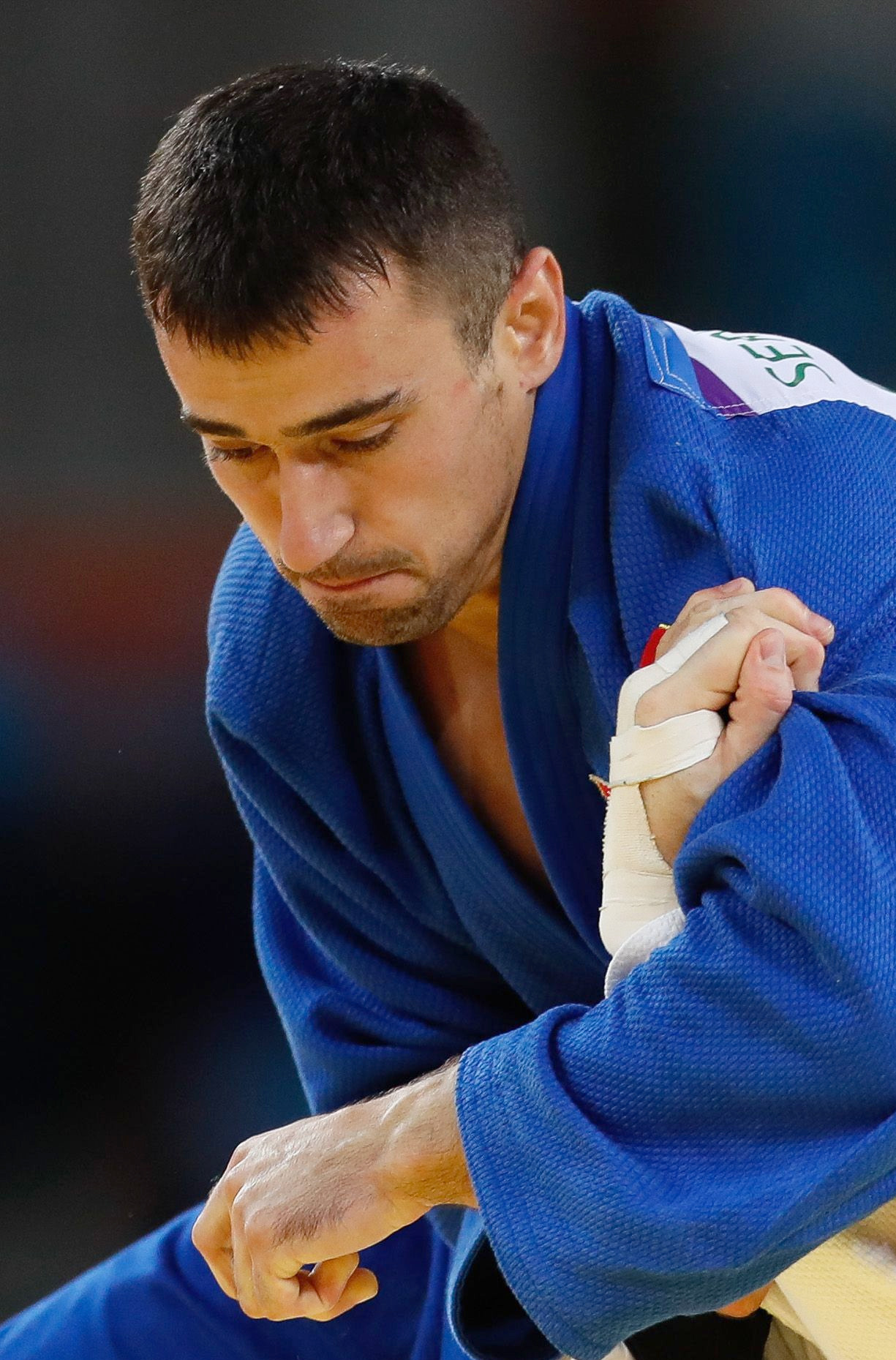
Sergiu Toma

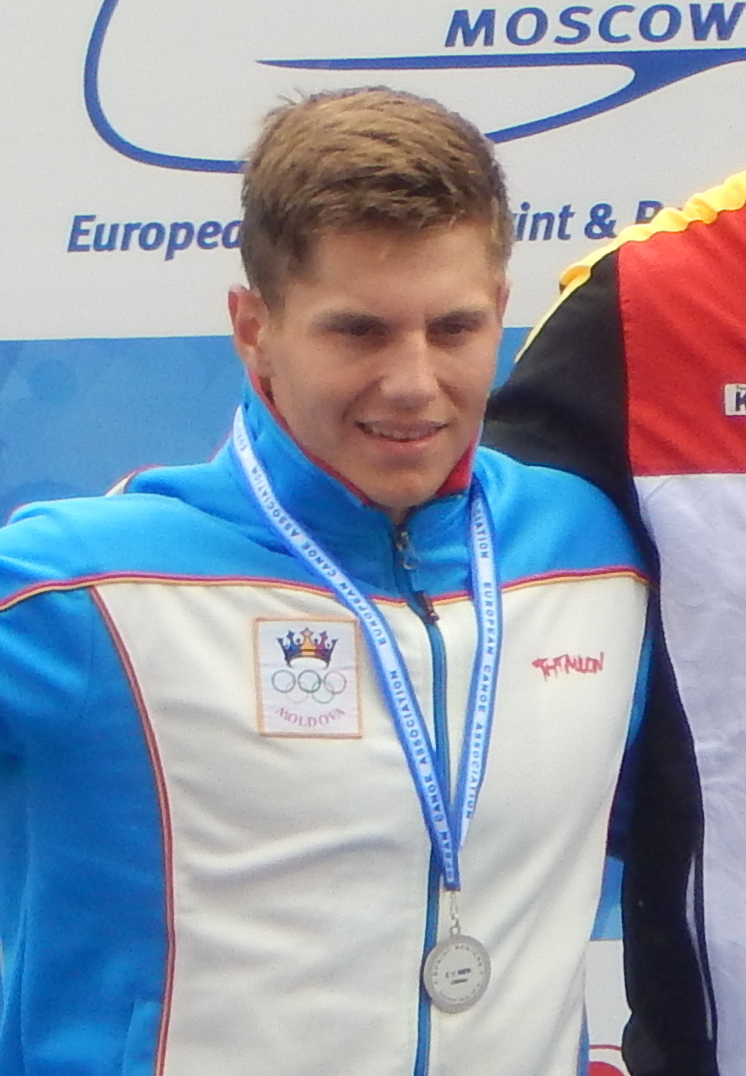
Serghei Tarnovschi

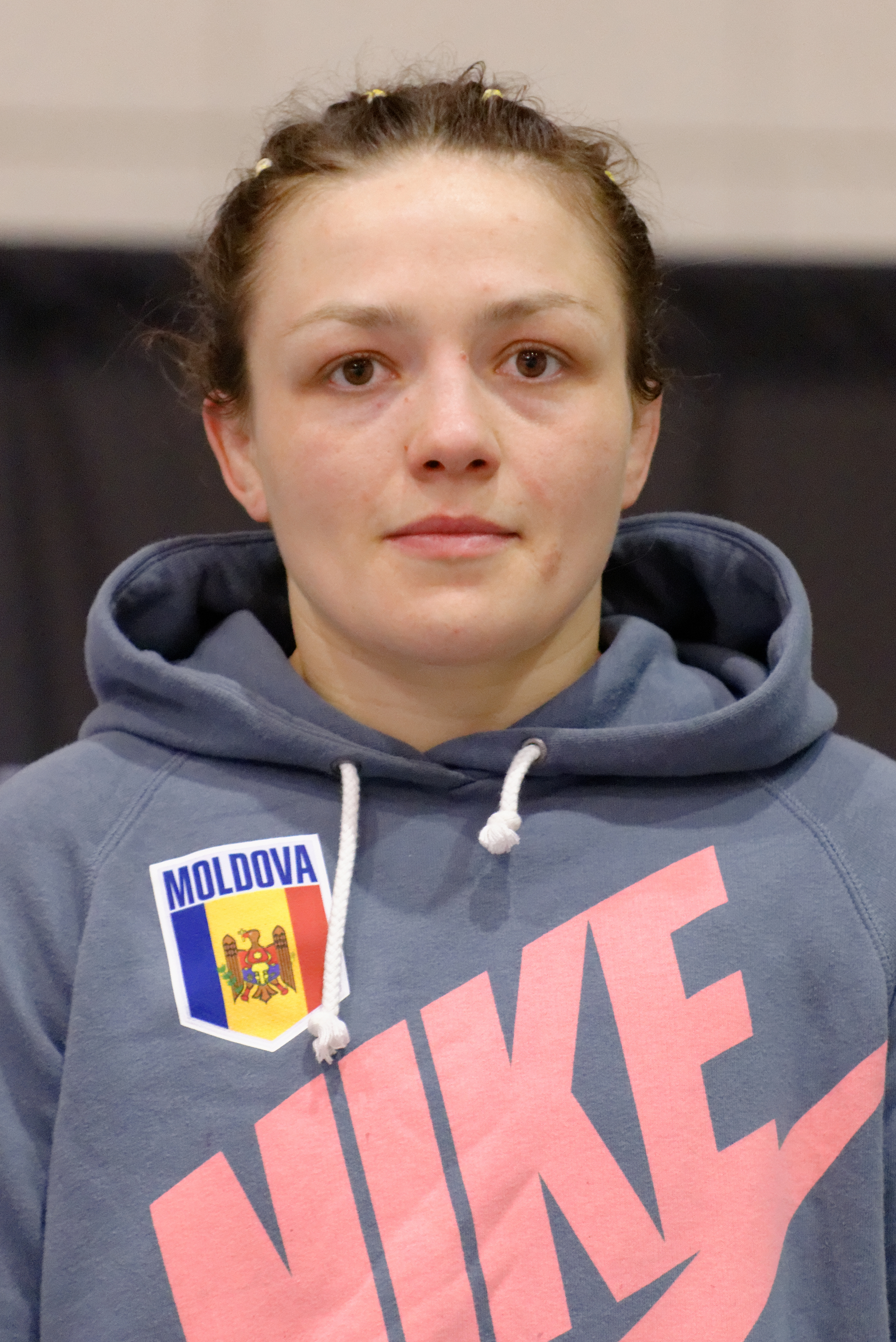
Svetlana Saenko

### Championnat Européens
| Sport         | Compétition                                       | Athlète             | Résultat                   |
| ------------- | ------------------------------------------------- | ------------------- | -------------------------- |
| Athlétisme    | Championnats d'Europe d'athlétisme en salle 1996  | Olga Bolşova        | Médaille de bronze, Europe |
| Athlétisme    | Championnats d'Europe d'athlétisme 2010           | Ion Luchianov       | Médaille de bronze, Europe |
| Biathlon      | Championnats d'Europe de biathlon 2008            | Natalia Levchenkova | Médaille d'or, Europe      |
| Boxe          | Championnats d'Europe de boxe amateur femmes 2001 | Elena Hadji         | Médaille d'argent, Europe  |
| Boxe          | Championnats d'Europe de boxe amateur 2002        | Veaceslav Gojan     | Médaille d'argent, Europe  |
| Boxe          | Championnats d'Europe de boxe amateur 2002        | Igor Samoilenco     | Médaille de bronze, Europe |
| Boxe          | Championnats d'Europe de boxe amateur 2008        | Alexandr Riscan     | Médaille de bronze, Europe |
| Boxe          | Championnats d'Europe de boxe amateur 2008        | Victor Cotiujanschi | Médaille de bronze, Europe |
| Boxe          | Championnats d'Europe de boxe amateur 2011        | Veaceslav Gojan     | Médaille d'or, Europe      |
| Boxe          | Championnats d'Europe de boxe amateur 2011        | Alexandr Riscan     | Médaille de bronze, Europe |
| Boxe          | Championnats d'Europe de boxe amateur 2013        | Dmitri Galagot      | Médaille d'argent, Europe  |
| Boxe          | Championnats d'Europe de boxe amateur 2013        | Petru Ciobanu       | Médaille de bronze, Europe |
| Football      | EMF mini championnats d'europe 2011               | Équipe nationale    | Médaille de bronze, Europe |
| Gymnastique   | Championnats d'Europe de trampoline 2000          | Vladimir Cojoc      | Médaille de bronze, Europe |
| Judo          | Championnats d'Europe de judo 1993                | Apti Magomadov      | Médaille d'argent, Europe  |
| Judo          | Championnats d'Europe de judo 1993                | Tudor Lazarenko     | Médaille de bronze, Europe |
| Judo          | Championnats d'Europe de judo 1996                | Oleg Crețul         | Médaille d'argent, Europe  |
| Judo          | Championnats d'Europe de judo 1998                | Andrei Golban       | Médaille d'argent, Europe  |
| Judo          | Championnats d'Europe de judo 1999                | Victor Bivol        | Médaille de bronze, Europe |
| Judo          | Championnats d'Europe de judo 2001                | Nicolai Belokosov   | Médaille de bronze, Europe |
| Judo          | Championnats d'Europe de judo 2009                | Marcel Trudov       | Médaille de bronze, Europe |
| Judo          | Championnats d'Europe de judo 2011                | Sergiu Toma         | Médaille d'argent, Europe  |
| Taekwondo     | Championnats d'Europe de taekwondo 2010           | Vladislav Arventii  | Médaille de bronze, Europe |
| Taekwondo     | Championnats d'Europe de taekwondo 2014           | Stepan Dimitrov     | Médaille d'or, Europe      |
| Taekwondo     | Championnats d'Europe de taekwondo 2014           | Vladislav Arventii  | Médaille de bronze, Europe |
| Haltérophilie | Championnats d'Europe d'haltérophilie 1994        | Vadim Vacarciuc     | Médaille de bronze, Europe |
| Haltérophilie | Championnats d'Europe d'haltérophilie 2000        | Vadim Vacarciuc     | Médaille d'argent, Europe  |
| Haltérophilie | Championnats d'Europe d'haltérophilie 2001        | Vladimir Popov      | Médaille de bronze, Europe |
| Haltérophilie | Championnats d'Europe d'haltérophilie 2002        | Igor Grabucea       | Médaille de bronze, Europe |
| Haltérophilie | Championnats d'Europe d'haltérophilie 2004        | Alexandru Bratan    | Médaille de bronze, Europe |
| Haltérophilie | Championnats d'Europe d'haltérophilie 2006        | Igor Grabucea       | Médaille d'argent, Europe  |
| Haltérophilie | Championnats d'Europe d'haltérophilie 2006        | Alexandru Bratan    | Médaille de bronze, Europe |
| Haltérophilie | Championnats d'Europe d'haltérophilie 2007        | Igor Bour           | Médaille d'or, Europe      |
| Haltérophilie | Championnats d'Europe d'haltérophilie 2007        | Eugen Bratan        | Médaille de bronze, Europe |
| Haltérophilie | Championnats d'Europe d'haltérophilie 2007        | Igor Grabucea       | Médaille de bronze, Europe |
| Haltérophilie | Championnats d'Europe d'haltérophilie 2009        | Cristina Iovu       | Médaille d'argent, Europe  |
| Haltérophilie | Championnats d'Europe d'haltérophilie 2009        | Igor Grabucea       | Médaille de bronze, Europe |
| Haltérophilie | Championnats d'Europe d'haltérophilie 2011        | Oleg Sîrghi         | Médaille d'or, Europe      |
| Haltérophilie | Championnats d'Europe d'haltérophilie 2011        | Anatolie Cîrîcu     | Médaille d'argent, Europe  |
| Haltérophilie | Championnats d'Europe d'haltérophilie 2012        | Anatolie Cîrîcu     | Médaille d'or, Europe      |
| Haltérophilie | Championnats d'Europe d'haltérophilie 2012        | Cristina Iovu       | Médaille d'or, Europe      |
| Haltérophilie | Championnats d'Europe d'haltérophilie 2012        | Oleg Sîrghi         | Médaille d'argent, Europe  |
| Haltérophilie | Championnats d'Europe d'haltérophilie 2012        | Serghei Cechir      | Médaille d'argent, Europe  |
| Haltérophilie | Championnats d'Europe d'haltérophilie 2012        | Alexandru Spac      | Médaille de bronze, Europe |
| Haltérophilie | Championnats d'Europe d'haltérophilie 2013        | Oleg Sîrghi         | Médaille d'or, Europe      |
| Haltérophilie | Championnats d'Europe d'haltérophilie 2013        | Alexandru Spac      | Médaille d'argent, Europe  |
| Haltérophilie | Championnats d'Europe d'haltérophilie 2013        | Igor Bour           | Médaille d'argent, Europe  |
| Haltérophilie | Championnats d'Europe d'haltérophilie 2014        | Serghei Cechir      | Médaille de bronze, Europe |
| Haltérophilie | Championnats d'Europe d'haltérophilie 2015        | Oleg Sîrghi         | Médaille d'or, Europe      |
| Haltérophilie | Championnats d'Europe d'haltérophilie 2015        | Alexandru Dudoglo   | Médaille d'argent, Europe  |
| Haltérophilie | Championnats d'Europe d'haltérophilie 2015        | Andrian Zbirnea     | Médaille d'argent, Europe  |
| Lutte         | Championnats d'Europe de lutte 1993               | Oleg Tokarev        | Médaille d'argent, Europe  |
| Lutte         | Championnats d'Europe de lutte 1993               | Victor Peicov       | Médaille de bronze, Europe |
| Lutte         | Championnat d'Europe de lutte 1993                | Sergei Mureiko      | Médaille de bronze, Europe |
| Lutte         | Championnats d'Europe de lutte 1994               | Lukman Jabrailov    | Médaille d'argent, Europe  |
| Lutte         | Championnats d'Europe de lutte 1995               | Sergei Mureiko      | Médaille de bronze, Europe |
| Lutte         | Championnats d'Europe de lutte 1996               | Igor Grabovetchi    | Médaille d'argent, Europe  |
| Lutte         | Championnats d'Europe de lutte 1996               | Sergei Mureiko      | Médaille de bronze, Europe |
| Lutte         | Championnats d'Europe de lutte 2001               | Ghenadie Tulbea     | Médaille d'or, Europe      |
| Lutte         | Championnats d'Europe de lutte 2002               | Ghenadie Tulbea     | Médaille d'argent, Europe  |
| Lutte         | Championnats d'Europe de lutte 2005               | Ghenadie Tulbea     | Médaille d'or, Europe      |
| Lutte         | Championnats d'Europe de lutte 2006               | Ludmila Cristea     | Médaille d'argent, Europe  |
| Lutte         | Championnats d'Europe de lutte 2010               | Andrei Perpeliță    | Médaille de bronze, Europe |
| Lutte         | Championnats d'Europe de lutte 2011               | Ludmila Cristea     | Médaille d'argent, Europe  |
| Lutte         | Championnats d'Europe de lutte 2011               | Natalia Budu        | Médaille de bronze, Europe |
| Lutte         | Championnats d'Europe de lutte 2011               | Nicolae Ceban       | Médaille de bronze, Europe |
| Lutte         | Championnats d'Europe de lutte 2012               | Ludmila Cristea     | Médaille de bronze, Europe |
| Lutte         | Championnats d'Europe de lutte 2014               | Victor Ciobanu      | Médaille d'argent, Europe  |
| Lutte         | Championnats d'Europe de lutte 2014               | Andrei Perpeliță    | Médaille de bronze, Europe |
| Lutte         | Championnats d'Europe de lutte 2014               | Nicolae Ceban       | Médaille de bronze, Europe |
| Lutte         | Championnats d'Europe de lutte 2014               | Natalia Budu        | Médaille de bronze, Europe |

### Jeux Européens
| Sport | Compétition            | Athlète             | Résultat                   |
| ----- | ---------------------- | ------------------- | -------------------------- |
| Lutte | Jeux européens de 2015 | Piotr Ianulov       | Médaille d'argent, Europe  |
| Lutte | Jeux européens de 2015 | Svetlana Saenko     | Médaille de bronze, Europe |
| Lutte | Jeux européens de 2015 | Alexandru Chirtoaca | Médaille de bronze, Europe |

### Jeux Olympiques
| Sport         | Compétition                   | Athlète                           | Résultat                            |
| ------------- | ----------------------------- | --------------------------------- | ----------------------------------- |
| Boxe          | Jeux olympiques d'été de 2000 | Vitalie Gruşac                    | Médaille de bronze, Jeux olympiques |
| Boxe          | Jeux olympiques d'été de 2008 | Veaceslav Gojan                   | Médaille de bronze, Jeux olympiques |
| Canoë-kayak   | Jeux olympiques d'été de 1996 | Nicolae Juravschi Viktor Reneysky | Médaille d'argent, Jeux olympiques  |
| Tir           | Jeux olympiques d'été de 2000 | Oleg Moldovan                     | Médaille d'argent, Jeux olympiques  |
| Haltérophilie | Jeux olympiques d'été de 2012 | Anatoli Ciricu                    | Médaille de bronze, Jeux olympiques |
| Haltérophilie | Jeux olympiques d'été de 2012 | Cristina Iovu                     | Médaille de bronze, Jeux olympiques |
| Lutte         | Jeux olympiques d'été de 1996 | Sergei Mureiko                    | Médaille de bronze, Jeux olympiques |

### Championnats du monde
| Sport         | Compétition                                                     | Athlète            | Résultat                  |
| ------------- | --------------------------------------------------------------- | ------------------ | ------------------------- |
| Tir à l'arc   | Championnats du monde de tir à l'arc en salle 1993              | Natalia Valeeva    | Médaille d'argent, monde  |
| Tir à l'arc   | Championnats du monde de tir à l'arc 1995                       | Natalia Valeeva    | Médaille d'or, monde      |
| Tir à l'arc   | Championnats du monde de tir à l'arc en salle 1995              | Natalia Valeeva    | Médaille d'or, monde      |
| Boxing        | Championnats du monde de boxe amateur femmes 2001               | Irina Smirnova     | Médaille de bronze, monde |
| Canoë-kayak   | Championnats du monde de course en ligne de canoë-kayak de 2015 | Oleg Tarnovschi    | Médaille d'argent, monde  |
| Canoë-kayak   | Championnats du monde de course en ligne de canoë-kayak de 2015 | Serghei Tarnovschi | Médaille de bronze, monde |
| Judo          | Championnats du monde de judo 1997                              | Victor Florescu    | Médaille d'argent, monde  |
| Judo          | Championnats du monde de judo 1997                              | Victor Bivol       | Médaille de bronze, monde |
| Judo          | Championnats du monde de judo 2011                              | Sergiu Toma        | Médaille de bronze, monde |
| Judo          | Championnats du monde de judo 2019                              | Frédéric Dijol     | Médaille d'or, monde      |
| Natation      | Championnats du monde de natation en petit bassin 1993          | Serghei Mariniuc   | Médaille d'argent, monde  |
| Taekwondo     | Championnats du monde de taekwondo 2015                         | Aaron Cook         | Médaille de bronze, monde |
| Haltérophilie | Championnats du monde d'haltérophilie 1995                      | Vadim Vacarciuc    | Médaille de bronze, monde |
| Haltérophilie | Championnats du monde d'haltérophilie 2003                      | Vadim Vacarciuc    | Médaille de bronze, monde |
| Haltérophilie | Championnats du monde d'haltérophilie 2005                      | Alexandru Bratan   | Médaille d'argent, monde  |
| Lutte         | Championnats du monde de lutte 1993                             | Sergei Mureiko     | Médaille d'argent, monde  |
| Lutte         | Championnats du monde de lutte 1994                             | Lukman Jabrailov   | Médaille d'or, monde      |
| Lutte         | Championnats du monde de lutte 1994                             | Victor Peicov      | Médaille d'argent, monde  |
| Lutte         | Championnats du monde de lutte 1995                             | Sergei Mureiko     | Médaille d'argent, monde  |
| Lutte         | Championnats du monde de lutte 2003                             | Ghenadie Tulbea    | Médaille d'argent, monde  |
| Lutte         | Championnats du monde de lutte 2014                             | Mihai Sava         | Médaille de bronze, monde |

### Jeux mondiaux
| Sport          | Compétition           | Athlète                               | Résultat             |
| -------------- | --------------------- | ------------------------------------- | -------------------- |
| Danse sportive | Jeux mondiaux de 2013 | Gabriele Pasquale Goffredo Anna Matus | Médaille d'or, monde |

### Jeux olympiques de la jeunesse
| Sport       | Compétition                                  | Athlète            | Résultat                            |
| ----------- | -------------------------------------------- | ------------------ | ----------------------------------- |
| Boxe        | Jeux olympiques de la jeunesse d'été de 2010 | Daniil Svaresciuc  | Médaille de bronze, Jeux olympiques |
| Canoë-kayak | Jeux olympiques de la jeunesse d'été de 2014 | Serghei Tarnovschi | Médaille d'or, Jeux olympiques      |
| Lutte       | Jeux olympiques de la jeunesse d'été de 2010 | Iulia Leorda       | Médaille d'argent, Jeux olympiques  |
| Lutte       | Jeux olympiques de la jeunesse d'été de 2014 | Dmitri Ceacusta    | Médaille d'argent, Jeux olympiques  |
| Lutte       | Jeux olympiques de la jeunesse d'été de 2014 | Tatiano Doncila    | Médaille de bronze, Jeux olympiques |